# Harry Carson
Harold Donald Carson (Florence, Carolina del Sur, 26 de noviembre de 1953), más conocido como Harry Carson, es un exjugador profesional estadounidense de fútbol americano que se desempeñó en la posición de linebacker en la National Football League (NFL). Es miembro del Salón de la Fama del Fútbol Americano Profesional.

## Carrera
Carson jugó como profesional trece temporadas en New York Giants (1976-1988), equipo en el que se retiró.

## Reconocimiento
El 4 de febrero de 2006, fue seleccionado para ser miembro del Salón de la Fama del Fútbol Americano Profesional.